# Svenja Gräfen
Svenja Gräfen (* 1990 in Daun) ist eine deutsche nicht-binäre Person, die schriftstellerisch tätig ist.

## Wirken
Gräfen studierte Kultur- und Medienbildung an der Pädagogischen Hochschule Ludwigsburg. Seit dem Abschluss ist Gräfen freischaffend tätig, publiziert Romane und Sachbücher und arbeitet darüber hinaus in den Bereichen Moderation, Lektorat und Workshopleitung für Kreatives Schreiben. Zwischen 2010 und 2019 trat Gräfen mit prosaischen und lyrischen Texten bei Poetry Slams und Lesebühnen auf und erreichte 2011 den 4. Platz im Einzelfinale der 15. deutschsprachigen Slam-Meisterschaften, das in der o2 World Hamburg stattfand. Es folgten Auftritte unter anderem in der Hamburger Elbphilharmonie und an der Berliner Volksbühne. Darüber hinaus arbeitet Gräfen auch im journalistischen Bereich, so sind Artikel und Essays unter anderem bei Vice, Edition F und ze.tt veröffentlicht worden. Im April 2017 erschien das Romandebüt Das Rauschen in unseren Köpfen bei Ullstein. 2018 wurde Gräfen zum 22. Klagenfurter Literaturkurs im Rahmen der Tage der deutschsprachigen Literatur eingeladen. Im März 2019 erschien, ebenfalls bei Ullstein, der zweite Roman Freiraum. 2021 erschien das Sachbuch Radikale Selbstfürsorge. Jetzt!, das zum SPIEGEL-Bestseller wurde. Texte von Gräfen wurden außerdem in zahlreichen Anthologien und Literaturzeitschriften veröffentlicht.
Svenja Gräfen lebt und arbeitet in Leipzig.

## Sonstiges
- 2012 entstand in Zusammenarbeit mit Maximilian Humpert der Poetry Clip Stillstand[8], der u. a. den Medienpreis der TU Ilmenau und den 1. Preis des Online-Literaturwettbewerbs Compete 20.12 gewann.
- 2014 war Gräfen Produzent*in, Regisseur*in und Drehbuchautor*in des Kurzfilms Donnerstag[9], der beim Kurzfilmfestival "GIRLS GO MOVIE" im Rahmen des Festival des deutschen Films 2015 präsentiert wurde.

## Auszeichnungen
- 2011: Finale der deutschsprachigen Slam-Meisterschaften
- 2018 Alfred-Döblin-Stipendium der Akademie der Künste Berlin
- 2019 Stipendium im Stuttgarter Schriftstellerhaus

## Werke

### Sachbuch
- Radikale Selbstfürsorge. Jetzt! Sachbuch. Eden Books, Hamburg 2021; ISBN 978-3959103329.

### Prosa
- (Davor). Literaturautomat, 2013.
- Das Rauschen in unseren Köpfen. Roman. Ullstein fünf, Berlin 2017; ISBN 978-3961010042.
- Freiraum. Roman. Ullstein fünf, Berlin 2019; ISBN 9783961010370.

### Anthologien
- Christian Helten, Mercedes Lauenstein (Hrsg.): Lexikon des guten Lebens: Alle haben Fragen – jetzt.de hat Antworten. Süddeutsche Zeitung Edition, 2013, ISBN 3-86497-115-2.
- Bas Böttcher, Wolf Hogekamp (Hrsg.): Die Poetry-Slam-Fibel: 20 Jahre Werkstatt der Sprache. Satyr Verlag, 2014, ISBN 3-944035-38-0.
- Nora Gomringer, Clara Nielsen (Hrsg.): Lautstärke ist weiblich: Texte von 50 Poetry-Slammerinnen. Satyr Verlag, 2017, ISBN 3-944035-91-7.
- Özlem Özgül Dündar: Flexen: Flâneusen. Verbrecher-Verlag, 2019, ISBN 978-3-95732-406-1.
- Karen Köhler (Hrsg.): Akzente 3 / 2019: Briefe an die Täter. Carl Hanser Verlag, 2019, ISBN 978-3-446-26329-1.